# フィラデルフィア交響曲
フィラデルフィア交響曲は、ゴットフリート・フォン・アイネムがフィラデルフィア音楽アカデミーの委嘱により1960年に作曲した交響曲である。世界初演は1961年10月5日、ユージン・オーマンディ指揮フィラデルフィア管弦楽団により行われる予定であった作品である。演奏時間は約16分。結局この演奏は見送られ、公式世界初演はゲオルク・ショルティ指揮ウィーン・フィルハーモニー管弦楽団により1961年11月12日に行われた。

## 楽器編成
フルート2、ピッコロ、オーボエ2、クラリネット2、ファゴット2、ホルン4、トランペット3、トロンボーン3、チューバ、ティンパニ、弦五部

## 楽曲構成
- 第1楽章 アレグロ・ジュスト　
ハ長調 2/2拍子 展開部を欠いたソナタ形式。 木管楽器が第1主題を奏した後、弦により第1主題の変形が呈示される。やがて第1ヴァイオリンが第2主題を呈示する。
- 第2楽章 アンダンテ。 
ホ長調 4/8拍子 クラリネットがファゴットの旋律に乗り、穏やかな主題を提示する。
- 第3楽章 アレグロ・ヴィヴァーチェ 
ハ長調 2/2拍子 自由なソナタ形式。　第1楽章の第1主題を発展させた第1主題が2回繰り返された後、ルンバのリズムにのった第2主題がホ短調で現れる。